# Andrea Aglietto
Andrea Serafino Aglietto (Arenzano, 8 luglio 1888 – Savona, 20 novembre 1965) è stato un politico e partigiano italiano.

## Biografia
Iscritto al Partito Comunista dalla sua fondazione nel 1921, viene perseguitato durante il ventennio fascista, arrestato nel 1935 e condannato a dieci anni di reclusione per attività sovversiva. Liberato dopo l'Armistizio è tra i primi organizzatori del movimento di Resistenza nel savonese, diventando presidente del Comitato di Liberazione Nazionale provinciale. 
Al termine del conflitto viene nominato primo sindaco della città ligure in epoca repubblicana, mantenendo questo incarico fino al 1953.